# Ambroise-Auguste Liébault
Ambroise-Auguste Liébeault (Faviéres, Francia, 16 de septiembre de 1823- Nancy, Francia, 18 de febrero de 1904) fue un médico fundador de la Escuela de Nancy, en la ciudad francesa de Nancy en 1886. Se dedicó al estudio de la sugestión hipnótica y su uso en el cuidado de la salud. Liébeault siguió los pasos de Abbé Faria, quien fue un pionero científico del estudio de la hipnosis.

- Datos: Q767213
- Multimedia: Ambroise-Auguste Liébeault / Q767213